# Aukena
Aukena es la cuarta isla más grande de las Islas Gambier, en la Polinesia Francesa. Aukena está situada en las coordenadas 23°06′42″S 134°54′01″O / -23.11167, -134.90028, a medio camino entre las islas de Mangareva y Akamaru, a 5 kilómetros ( 3 millas) al sureste de Mangareva. Aukena es de aproximadamente 2,5 km (1,5 millas) de largo y unos 0,5 kilómetros (0,3 millas) de ancho, con una superficie total de 1,35 km². 
Su punto más alto está ubicado a 198 metros sobre el nivel del mar. Fue descubierta por el navegante británico James Wilson en 1797. Se conservan en ella los restos de la época misionera, incluida la iglesia de San Rafael, construida en 1839, la primera piedra y la torre, que sirven como punto de referencia en el suroeste de la isla. Además, de Aukena se dice que posee algunas de las playas de arena blanca más hermosas de la Polinesia, y un mirador, donde el último rey depuesto Gregorio, contempló como su reino fue cristianizado. 
En la actualidad cerca de treinta personas viven en la aldea de Aukena.